# 協議黨
协议黨是波兰的中間偏右的政党。
它成立于2017年11月，由前副总理兼科學和高等教育部雅羅斯羅·高文领导。 2021年8月前，它与波兰执政党法律与正义结盟，成为聯合右翼的一部分直到2021年8月。